# Leszek Biernacki (trener)

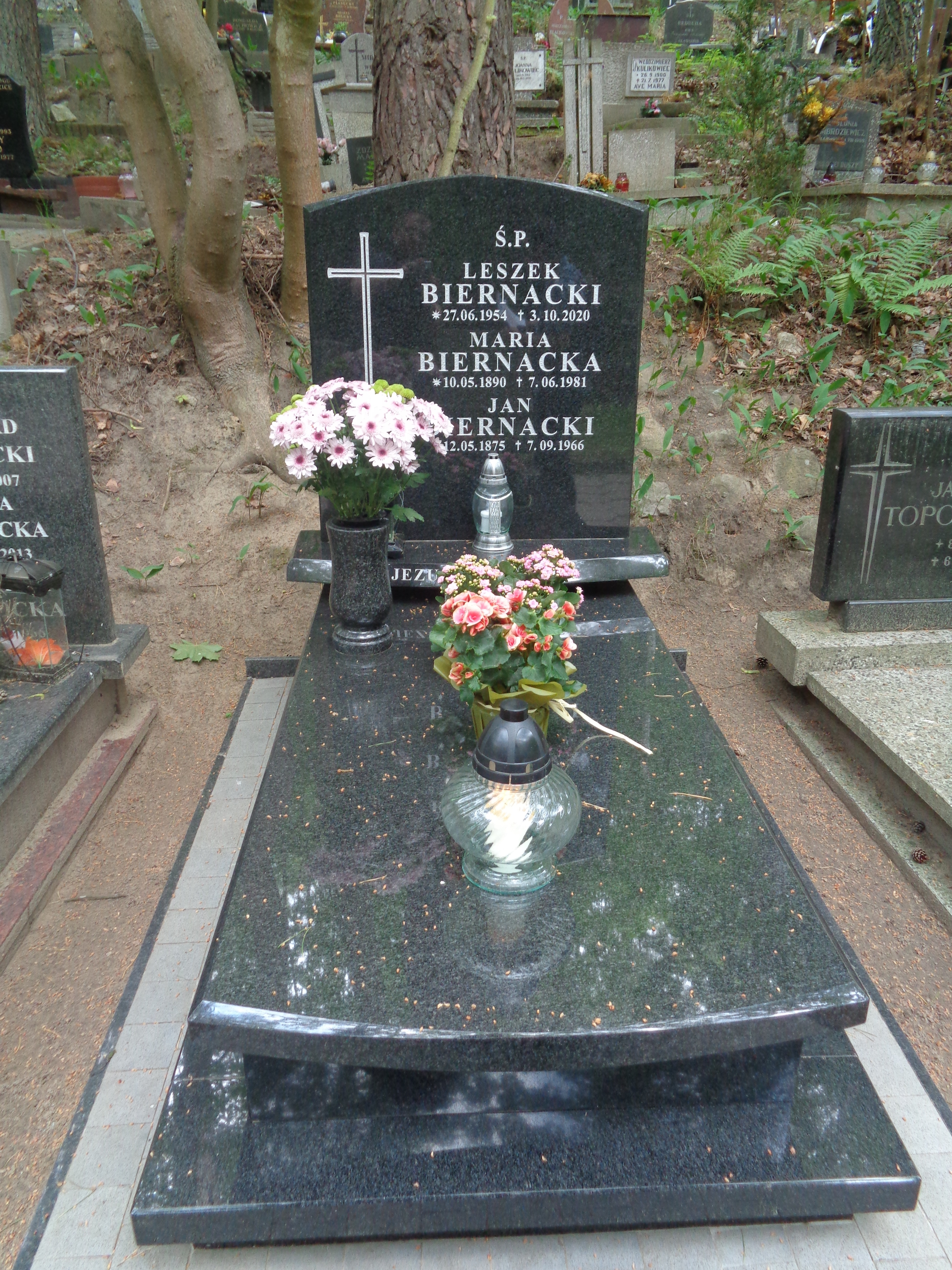
Grób Leszka Biernackiego na cmentarzu Srebrzysko w Gdańsku

Leszek Biernacki (ur. 27 czerwca 1954 w Gdańsku, zm. 3 października 2020) – polski piłkarz ręczny i trener.

## Życiorys
Był zawodnikiem Spójni Gdańsk, z którą w 1973 zdobył mistrzostwo Polski juniorów, w 1974 wicemistrzostwo Polski seniorów. W latach 1976–1977 występował w barwach AZS Politechnika Gdańska. W 1977 ukończył studia w Wyższej Szkole Wychowania fizycznego w Gdańsku, w tym samym roku rozpoczął pracę trenerską.
W latach 1977–1986 był trenerem żeńskiej drużyny Start Gdańsk, początkowo jako trener grup młodzieżowych, następnie trener główny sekcji. Ze Spójnią w 1985 wywalczył awans do ekstraklasy, w 1983 zdobył wicemistrzostwo, w 1985 mistrzostwo Polski juniorek. W latach 1986–1988 pracował w Wybrzeżu Gdańsk (drużyna męska), w 1987 wywalczył mistrzostwo Polski juniorów, w 1988 mistrzostwo Polski seniorów (jako II trener). W latach 1988–1993 prowadził żeńską drużynę Bałtyku Gdynia i w 1990 wprowadził ją do ekstraklasy, a w 1991 zdobył mistrzostwo Polski juniorów, w latach 1994–1996 był trenerem męskiej drużyny Spójni Gdańsk, którą w 1995 wprowadził do ekstraklasy. W latach 1997–2001 był trenerem w żeńskiej drużynie AZS AWF Gdańsk, a w latach 2001–2002 prowadził męski zespół Metalplast Oborniki Wielkopolskie. W 2007 został trenerem Pomezanii Malbork. Od 2008 do 2011 trenował razem z Danielem Waszkiewiczem męską drużynę AZS AWFiS Gdańsk. Następnie pracował jeszcze w Kar-Do Spójni Gdyni (od 2012), Wybrzeżu Gdańsk, gdzie w 2017 zdobył brązowy medal mistrzostw Polski juniorów, a także w GKS Żukowo.
Z reprezentacją Polski juniorek zajął w 1996 8. miejsce na mistrzostwach Europy, z akademicką reprezentacją Polski kobiet 9. miejsce na akademickich mistrzostwach świata w 1998, z reprezentacją Polski juniorów 11. miejsce na mistrzostwach Europy w 2006, z akademicką reprezentacją Polski mężczyzn 5. miejsce na akademickich mistrzostwach świata w 2008. W latach 2009–2013 był trenerem reprezentacji Polski juniorów, w latach 2009–2012 trenerem II reprezentacji Polski.
W latach 2005–2007 pracował w Szkole Mistrzostwa Sportowego ZPRP w Gdańsku. Był pracownikiem Zakładu Zespołowych Gier Sportowych AWFiS w Gdańsku, tam w 2007 obronił pracę doktorską Trening a struktura gry w piłkę ręczną mężczyzn, na przykładzie zespołu ekstraklasy napisaną pod kierunkiem Janusza Czerwińskiego, kierował Pracownią Piłki Ręcznej w Katedrze Sportu AWFiS.
W 2006 został odznaczony Diamentową Odznaką ZPRP, w 2009 Brązowym Krzyżem Zasługi, w 2012 Medalem Komisji Edukacji Narodowej. Zmarł 3 października 2020. Pochowany został na cmentarzu Srebrzysko w Gdańsku (rejon XI, taras VI-1-142).
Był ojcem Szymona Biernackiego, prezesa klubu SPR GKS Autoinwest Żukowo, jednego z trenerów w sztabie szkoleniowym, nauczyciela akademickiego gdańskiej Akademii Wychowania Fizycznego i Sportu.